# Камерон, Дав
Дав Оливия Кэмерон (англ. Dove Olivia Cameron), урожд. Хлоя Селеста Хостерман (англ. Chloe Celeste Hosterman; род. 15 января 1996) — американская актриса и певица. Наиболее известна благодаря ролям Лив и Мэдди в телесериале «Лив и Мэдди» и серии фильмов «Наследники», «Наследники 2» и «Наследники 3», где сыграла главные роли.

## Биография
Дав Кэмерон родилась в семье Филипа Хостермана и Бонни Дж. Уолас в Сиэтле, штат Вашингтон. Есть старшая сестра по имени Клер. Дав имеет французские, русские, словацкие и венгерские корни. Она посещала среднюю школу Сакаи на острове Бейнбридж. В возрасте восьми лет начала играть в общественном театре в «Bainbridge Performing Arts».
Когда Дав было четырнадцать лет, её семья переехала в Лос-Анджелес, штат Калифорния, где она пела в хоре Национального чемпионата средней школы Бербанк. Кэмерон заявила, что подвергалась травле на протяжении всей своей школьной жизни, начиная с пятого класса и до конца средней школы. Независимо от давления в школе, она оставалась сосредоточенной на своих мечтах об успехе в сфере развлечений: «Я очень увлеклась становлением актрисой и певицей. Я полностью погрузилась в себя». Её отец умер в 2011 году, когда ей было 15 лет. Она изменила своё официальное имя на «Дав» (англ. Голубь) в честь своего отца, который дал ей это прозвище.

## Личная жизнь
С августа 2013 года встречалась со своим партнёром по сериалу «Лив и Мэдди» — Райаном Маккартаном. 14 апреля 2016 года пара объявила о помолвке, но в октябре они её отменили и расстались.
С декабря 2016 года по октябрь 2020 года встречалась с коллегой по серии фильмов «Наследники» и телесериалу «Полярная звезда» Томасом Доэрти.
C сентября 2023 года состоит в отношениях с Дамиано Давидом, фронтменом итальянской рок-группы Måneskin.

## Фильмография
| Год       |    | Русское название           | Оригинальное название                          | Роль                                   |
| --------- | -- | -------------------------- | ---------------------------------------------- | -------------------------------------- |
| 2012      | с  | Бесстыжие                  | Shameless                                      | Холли Херкимер                         |
| 2012      | с  | Менталист                  | The Mentalist                                  | Шарлотт Энн Джейн                      |
| 2012      | тф | —                          | Bits and Pieces                                | Аланна                                 |
| 2013      | с  | Кантри в Малибу            | Malibu Country                                 | Сиенна                                 |
| 2013—2017 | с  | Лив и Мэдди                | Liv and Maddie                                 | Лив Руни / Мэдди Руни                  |
| 2014      | тф | Облако 9                   | Cloud 9                                        | Кайла                                  |
| 2014      | с  | Остин и Элли               | Austin & Ally                                  | Бобби                                  |
| 2015      | ф  | Особо опасна               | Barely Lethal                                  | Лиз Ларсон                             |
| 2015      | тф | Наследники                 | Descendants                                    | Мэл, дочь Малефисенты                  |
| 2015      | тф | Монстервилль               | R.L.Stine’s Monsterville: The Cabinet of Souls | Бет                                    |
| 2015      | с  | —                          | Disney Monstober                               | незнакомка в маске / в роли самой себя |
| 2015—2017 | мс | Наследники: Злодейский мир | Descendants: Wicked World                      | Мэл, дочь Малефисенты                  |
| 2016      | мс | Совершенный Человек-паук   | Ultimate Spider-Man                            | Гвен Стейси / офицер полиции           |
| 2016      | тф | Лак для волос              | Hairspray Live!                                | Эмбер фон Тассл                        |
| 2017      | тф | Наследники 2               | Descendants 2                                  | Мэл, дочь Малефисенты                  |
| 2017      | с  | Полярная звезда            | The Lodge                                      | Джесс                                  |
| 2018      | с  | Агенты «Щ.И.Т.»            | Agents of S.H.I.E.L.D.                         | Руби Хейл                              |
| 2018      | с  | Я Луна                     | Soy Luna                                       | в роли самой себя                      |
| 2018      | мс | Восход Marvel: Инициация   | Marvel Rising: Initiation                      | Гвен Стейси / Женщина-паук             |
| 2018      | ф  | Пышка                      | Dumplin                                        | Бека                                   |
| 2018      | с  | Энджи Трайбека             | Angie Tribeca                                  | Грейс                                  |
| 2019      | тф | Наследники 3               | Descendants 3                                  | Мэл, дочь Малефисенты                  |
| 2019      | мф | Angry Birds 2 в кино       | The Angry Birds Movie 2                        | Элла                                   |
| 2021      | с  | Шмигадун!                  | Schmigadoon!                                   | Бетси Макдонау                         |
| 2022      | ф  | Доброго траура             | Good Mourning                                  | Олив                                   |
| 2022      | ф  | Месть                      | Vengeance                                      | Канзас-Сити Шоу                        |

## Дискография

### Студийные альбомы
- Alchemical: Volume 1 (2023)

### В составе группы «The Girl and the Dreamcatcher»
- Negatives (2016)